# Lista odcinków serialu Pamiętniki wampirów
Poniżej znajduje się lista odcinków serialu Pamiętniki wampirów (ang. The Vampire Diaries) – amerykańskiego serialu stworzonego na podstawie serii powieści L.J. Smith pt. Pamiętniki wampirów. Serial premierowo emitowany był od 10 września 2009 do 10 marca 2017 roku przez stację The CW.

## Przegląd sezonów
| Seria | Seria | Odcinki | Premierowa emisja The CW | Premierowa emisja The CW | Premierowa emisja    | Premierowa emisja | Premierowa emisja |
| Seria | Seria | Odcinki | Premiera                 | Finał                    | Premiera             | Finał             | Dystrybucja       |
| ----- | ----- | ------- | ------------------------ | ------------------------ | -------------------- | ----------------- | ----------------- |
|       | 1     | 22      | 10 września 2009         | 13 maja 2010             | 2 listopada 2009     | 7 czerwca 2010    | nFilm HD          |
|       | 2     | 22      | 9 września 2010          | 12 maja 2011             | 1 listopada 2010     | 13 czerwca 2011   | nFilm HD          |
|       | 3     | 22      | 15 września 2011         | 10 maja 2012             | 5 stycznia 2012      | 29 maja 2012      | nPremium          |
|       | 4     | 23      | 11 października 2012     | 16 maja 2013             | 15 lutego 2016       | 15 lutego 2016    | Netflix Polska    |
|       | 5     | 22      | 3 października 2013      | 15 maja 2014             | 15 lutego 2016       | 15 lutego 2016    | Netflix Polska    |
|       | 6     | 22      | 2 października 2014      | 14 maja 2015             | 15 lutego 2016       | 15 lutego 2016    | Netflix Polska    |
|       | 7     | 22      | 8 października 2015      | 13 maja 2016             | 1 czerwca 2016       | 1 czerwca 2016    | Netflix Polska    |
|       | 8     | 16      | 21 października 2016     | 10 marca 2017            | 29 października 2016 | 18 marca 2017     | Netflix Polska    |

## Lista odcinków

### Seria 1 (2009–2010)
W Polsce po raz pierwszy serię można było obejrzeć na kanale nFilm HD, który emitował serial od 2 listopada 2009, niecałe dwa miesiące po premierze w Ameryce. Następnie seria została wyemitowana przez stację TVN, która pokazywała premierowe odcinki od 21 grudnia 2010, w każdy wtorek o 22:30. Jednakże od jedenastego odcinka emitowanie serialu przeniesiono z kanału TVN na TVN7, gdzie można było go oglądać od 28 lutego, w poniedziałki o 22:00. Emisja odcinków od 11 do 22 powróciła do ramówki kanału TVN dopiero w czerwcu.
| N/o | #  | Tytuł                       | Polski tytuł                | Reżyseria        | Scenariusz                                     | Premiera (The CW)    | Premiera w Polsce                                                   |
| --- | -- | --------------------------- | --------------------------- | ---------------- | ---------------------------------------------- | -------------------- | ------------------------------------------------------------------- |
| 1   | 1  | Pilot                       | Pilot                       | Marcos Siega     | Kevin Williamson, Julie Plec                   | 10 września 2009     | 2 listopada 2009 (nFilm) 21 grudnia 2010 (TVN)                      |
| 2   | 2  | The Night of the Comet      | Noc komety                  | Marcos Siega     | Kevin Williamson, Julie Plec                   | 17 września 2009     | 9 listopada 2009 (nFilm) 28 grudnia 2010 (TVN)                      |
| 3   | 3  | Friday Night Bites          | Gorączka piątkowej nocy     | John Dahl        | Barbie Kligman, Bryan M. Holdman               | 24 września 2009     | 16 listopada 2009 (nFilm) 4 stycznia 2011 (TVN)                     |
| 4   | 4  | Family Ties                 | Więzy rodzinne              | Guy Ferland      | Andrew Kreisberg, Brian Young                  | 1 października 2009  | 23 listopada 2009 (nFilm) 11 stycznia 2011 (TVN)                    |
| 5   | 5  | You're Undead to Me         | Żywy trup                   | Kevin Bray       | Sean Reycraft, Gabrielle Stanton               | 8 października 2009  | 30 listopada 2009 (nFilm) 18 stycznia 2011 (TVN)                    |
| 6   | 6  | Lost Girls                  | Zagubione dziewczyny        | Marcos Siega     | Kevin Williamson, Julie Plec                   | 15 października 2009 | 7 grudnia 2009 (nFilm) 25 stycznia 2011 (TVN)                       |
| 7   | 7  | Haunted                     | Polowanie                   | Ernest Dickerson | Kevin Williamson, Julie Plec, Andrew Kreisberg | 29 października 2009 | 14 grudnia 2009 (nFilm) 1 lutego 2011 (TVN)                         |
| 8   | 8  | 162 Candles                 | 162 świece                  | Rick Bota        | Barbie Kligman, Gabrielle Stanton              | 5 listopada 2009     | 21 grudnia 2009 (nFilm) 8 lutego 2011 (TVN)                         |
| 9   | 9  | History Repeating           | Historia lubi się powtarzać | Marcos Siega     | Bryan M. Holdman, Brian Young                  | 12 listopada 2009    | 28 grudnia 2009 (nFilm) 15 lutego 2011 (TVN)                        |
| 10  | 10 | The Turning Point           | Punkt zwrotny               | J. Miller Tobin  | Kevin Williamson, Julie Plec, Barbie Kligman   | 19 listopada 2009    | 4 stycznia 2010 (nFilm) 22 lutego 2011 (TVN)                        |
| 11  | 11 | Bloodlines                  | Więzy krwi                  | David Barrett    | Kevin Williamson, Julie Plec, Sean Reycraft    | 21 stycznia 2010     | 22 marca 2010 (nFilm) 28 lutego 2011 (TVN7) 20 czerwca 2011 (TVN)   |
| 12  | 12 | Unpleasantville             | Nowy wróg                   | Liz Friedlander  | Barbie Kligman, Brian Young                    | 28 stycznia 2010     | 29 marca 2010 (nFilm) 7 marca 2011 (TVN7) 27 czerwca 2011 (TVN)     |
| 13  | 13 | Children of the Damned      | Dzieci przeklętych          | Marcos Siega     | Kevin Williamson, Julie Plec                   | 4 lutego 2010        | 5 kwietnia 2010 (nFilm) 14 marca 2011 (TVN7) 4 lipca 2011 (TVN)     |
| 14  | 14 | Fool Me Once                | Nie próbuj mnie oszukać     | Marcos Siega     | Brett Conrad                                   | 11 lutego 2010       | 12 kwietnia 2010 (nFilm) 21 marca 2011 (TVN7) 11 lipca 2011 (TVN)   |
| 15  | 15 | A Few Good Men              | Kilku fajnych facetów       | Joshua Butler    | Brian Young                                    | 25 marca 2010        | 19 kwietnia 2010 (nFilm) 28 marca 2011 (TVN7) 18 lipca 2011 (TVN)   |
| 16  | 16 | There Goes the Neighborhood | Niebezpieczne sąsiedztwo    | Kevin Bray       | Bryan Oh, Andrew Chambliss                     | 1 kwietnia 2010      | 26 kwietnia 2010 (nFilm) 4 kwietnia 2011 (TVN7) 25 lipca 2011 (TVN) |
| 17  | 17 | Let the Right One In        | Pozwól mi wejść             | Dennis Smith     | Julie Plec, Brian Young                        | 8 kwietnia 2010      | 3 maja 2010 (nFilm) 11 kwietnia 2011 (TVN7) 1 sierpnia 2011 (TVN)   |
| 18  | 18 | Under Control               | Pod kontrolą                | David Von Ancken | Barbie Kligman, Andrew Chambliss               | 15 kwietnia 2010     | 10 maja 2010 (nFilm) 18 kwietnia 2011 (TVN7) 8 sierpnia 2011 (TVN)  |
| 19  | 19 | Miss Mystic Falls           | Miss Mystic Falls           | Marcos Siega     | Bryan Oh, Caroline Dries                       | 22 kwietnia 2010     | 17 maja 2010 (nFilm) 25 kwietnia 2011 (TVN7) 15 sierpnia 2011 (TVN) |
| 20  | 20 | Blood Brothers              | Bracia krwi                 | Liz Friedlander  | Kevin Williamson, Julie Plec                   | 29 kwietnia 2010     | 24 maja 2010 (nFilm) 2 maja 2011 (TVN7) 22 sierpnia 2011 (TVN)      |
| 21  | 21 | Isobel                      | Isobel                      | J. Miller Tobin  | Caroline Dries, Brian Young                    | 6 maja 2010          | 31 maja 2010 (nFilm) 9 maja 2011 (TVN7) 29 sierpnia 2011 (TVN)      |
| 22  | 22 | Founder's Day               | Dzień Założycieli           | Marcos Siega     | Bryan Oh, Andrew Chambliss                     | 13 maja 2010         | 7 czerwca 2010 (nFilm) 16 maja 2011 (TVN7) 5 września 2011 (TVN)    |

### Seria 2 (2010–2011)
Drugi sezon serialu został wyemitowany w Polsce na kanale nFilm HD od 1 listopada 2010, w poniedziałki o godzinie 20:00. Serię tę wyemitowała również stacja TVN7, premierowe odcinki można było oglądać od 12 marca 2012, w poniedziałki, o godzinie 22:00. 22 października 2013 sezon powrócił na antenę stacji TVN. Odcinki emitowane były co tydzień.
| N/o | #  | Tytuł                    | Polski tytuł           | Reżyseria        | Scenariusz                               | Premiera (The CW)    | Premiera w Polsce                                 |
| --- | -- | ------------------------ | ---------------------- | ---------------- | ---------------------------------------- | -------------------- | ------------------------------------------------- |
| 23  | 1  | The Return               | Powrót                 | J. Miller Tobin  | Kevin Williamson, Julie Plec             | 9 września 2010      | 1 listopada 2010 (nFilm) 12 marca 2012 (TVN7)     |
| 24  | 2  | Brave New World          | Nowy wspaniały świat   | John Dahl        | Brian Young                              | 16 września 2010     | 8 listopada 2010 (nFilm) 19 marca 2012 (TVN7)     |
| 25  | 3  | Bad Moon Rising          | Zły wpływ księżyca     | Patrick Norris   | Andrew Chambliss                         | 23 września 2010     | 15 listopada 2010 (nFilm) 26 marca 2012 (TVN7)    |
| 26  | 4  | Memory Lane              | Dawnych wspomnień czar | Rod Hardy        | Caroline Dries                           | 30 września 2010     | 22 listopada 2010 (nFilm) 2 kwietnia 2012 (TVN7)  |
| 27  | 5  | Kill or Be Killed        | Zabij albo zgiń        | Jeff Woolnough   | Mike Daniels                             | 7 października 2010  | 29 listopada 2010 (nFilm) 16 kwietnia 2012 (TVN7) |
| 28  | 6  | Plan B                   | Plan B                 | John Behring     | Elizabeth Craft, Sarah Fain              | 21 października 2010 | 6 grudnia 2010 (nFilm) 23 kwietnia 2012 (TVN7)    |
| 29  | 7  | Masquerade               | Bal przebierańców      | Charles Beeson   | Kevin Williamson, Julie Plec             | 28 października 2010 | 13 grudnia 2010 (nFilm) 30 kwietnia 2012 (TVN7)   |
| 30  | 8  | Rose                     | Rose                   | Liz Friedlander  | Brian Young                              | 4 listopada 2010     | 20 grudnia 2010 (nFilm) 7 maja 2012 (TVN7)        |
| 31  | 9  | Katerina                 | Katerina               | J. Miller Tobin  | Andrew Chambliss                         | 11 listopada 2010    | 27 grudnia 2010 (nFilm) 14 maja 2012 (TVN7)       |
| 32  | 10 | The Sacrifice            | Ofiara                 | Ralph Hemecker   | Caroline Dries                           | 2 grudnia 2010       | 3 stycznia 2011 (nFilm) 21 maja 2012 (TVN7)       |
| 33  | 11 | By the Light of the Moon | W Świetle Księżyca     | Elizabeth Allen  | Mike Daniels                             | 9 grudnia 2010       | 10 stycznia 2011 (nFilm) 28 maja 2012 (TVN7)      |
| 34  | 12 | The Descent              | Zejście                | Marcos Siega     | Elizabeth Craft, Sarah Fain              | 27 stycznia 2011     | 4 kwietnia 2011 (nFilm) 4 czerwca 2012 (TVN7)     |
| 35  | 13 | Daddy Issues             | Uraz do ojca           | Joshua Butler    | Kevin Williamson, Julie Plec             | 3 lutego 2011        | 11 kwietnia 2011 (nFilm) 11 czerwca 2012 (TVN7)   |
| 36  | 14 | Crying Wolf              | Płaczący Wilk          | David Von Ancken | Brian Young                              | 10 lutego 2011       | 18 kwietnia 2011 (nFilm) 18 czerwca 2012 (TVN7)   |
| 37  | 15 | The Dinner Party         | Uroczysta kolacja      | Marcos Siega     | Andrew Chambliss                         | 17 lutego 2011       | 25 kwietnia 2011 (nFilm) 25 czerwca 2012 (TVN7)   |
| 38  | 16 | The House Guest          | Gość domu              | Michael Katleman | Caroline Dries                           | 24 lutego 2011       | 2 maja 2011 (nFilm) 2 lipca 2012 (TVN7)           |
| 39  | 17 | Know Thy Enemy           | Poznaj swojego wroga   | Wendey Stanzler  | Mike Daniels                             | 7 kwietnia 2011      | 9 maja 2011 (nFilm) 9 lipca 2012 (TVN7)           |
| 40  | 18 | The Last Dance           | Ostatni taniec         | John Behring     | Michael Narducci                         | 14 kwietnia 2011     | 16 maja 2011 (nFilm) 16 lipca 2012 (TVN7)         |
| 41  | 19 | Klaus                    | Klaus                  | Joshua Butler    | Kevin Williamson, Julie Plec             | 21 kwietnia 2011     | 23 maja 2011 (nFilm) 23 lipca 2012 (TVN7)         |
| 42  | 20 | The Last Day             | Ostatni dzień          | J. Miller Tobin  | Andrew Chambliss, Brian Young            | 28 kwietnia 2011     | 30 maja 2011 (nFilm) 30 lipca 2012 (TVN7)         |
| 43  | 21 | The Sun Also Rises       | Słońce też wschodzi    | Paul M. Sommers  | Caroline Dries, Mike Daniels             | 5 maja 2011          | 6 czerwca 2011 (nFilm) 6 sierpnia 2012 (TVN7)     |
| 44  | 22 | As I Lay Dying           | Kiedy leżę umierając   | John Behring     | Turi Meyer, Al Septien, Michael Narducci | 12 maja 2011         | 13 czerwca 2011 (nFilm) 13 sierpnia 2012 (TVN7)   |

### Seria 3 (2011–2012)
W Polsce seria trzecia została wyemitowana przez kanał nPremium w okresie od 5 stycznia do 29 maja 2012 roku, w  czwartki. Od 25 marca 2014 roku serial był również premierowo emitowany na kanale TVN7, we wtorki o 22:30. Od 15 lutego 2016 sezon jest dostępny na platformie Netflix Polska.
| N/o | #  | Tytuł                   | Polski tytuł           | Reżyseria          | Scenariusz                         | Premiera (The CW)    | Premiera w Polsce (Netflix Polska)                  |
| --- | -- | ----------------------- | ---------------------- | ------------------ | ---------------------------------- | -------------------- | --------------------------------------------------- |
| 45  | 1  | The Birthday            | Urodziny               | John Behring       | Kevin Williamson, Julie Plec       | 15 września 2011     | 5 stycznia 2012 (nPremium) 25 marca 2014 (TVN7)     |
| 46  | 2  | The Hybrid              | Hybryda                | Joshua Butler      | Al Septien, Turi Meyer             | 22 września 2011     | 12 stycznia 2012 (nPremium) 1 kwietnia 2014 (TVN7)  |
| 47  | 3  | The End of the Affair   | Koniec romansu         | Chris Grismer      | Caroline Dries                     | 29 września 2011     | 19 stycznia 2012 (nPremium) 8 kwietnia 2014 (TVN7)  |
| 48  | 4  | Disturbing Behavior     | Niepokojące zachowanie | Wendey Stanzler    | Brian Young                        | 6 października 2011  | 26 stycznia 2012 (nPremium) 15 kwietnia 2014 (TVN7) |
| 49  | 5  | The Reckoning           | Porachunki             | John Behring       | Michael Narducci                   | 13 października 2011 | 2 lutego 2012 (nPremium) 22 kwietnia 2014 (TVN7)    |
| 50  | 6  | Smells Like Teen Spirit | Duch młodości          | Rob Hardy          | Julie Plec, Caroline Dries         | 20 października 2011 | 9 lutego 2012 (nPremium) 29 kwietnia 2014 (TVN7)    |
| 51  | 7  | Ghost World             | Noc Światła            | David Jackson      | Rebecca Sonnenshine                | 27 października 2011 | 16 lutego 2012 (nPremium) 6 maja 2014 (TVN7)        |
| 52  | 8  | Ordinary People         | Zwykli ludzie          | J. Miller Tobin    | Julie Plec, Caroline Dries         | 3 listopada 2011     | 21 lutego 2012 (nPremium) 13 maja 2014 (TVN7)       |
| 53  | 9  | Homecoming              | Bal absolwentów        | Joshua Butler      | Evan Bleiweiss                     | 10 listopada 2011    | 28 lutego 2012 (nPremium) 20 maja 2014 (TVN7)       |
| 54  | 10 | The New Deal            | Nowy układ             | John Behring       | Michael Narducci                   | 5 stycznia 2012      | 6 marca 2012 (nPremium) 27 maja 2014 (TVN7)         |
| 55  | 11 | Our Town                | Nasze miasto           | Wendey Stanzler    | Rebecca Sonnenshine                | 12 stycznia 2012     | 13 marca 2012 (nPremium) 3 czerwca 2014 (TVN7)      |
| 56  | 12 | The Ties That Bind      | Więzy, które łączą     | John Dahl          | Brian Young                        | 19 stycznia 2012     | 20 marca 2012 (nPremium) 10 czerwca 2014 (TVN7)     |
| 57  | 13 | Bringing Out The Dead   | Wydobywając zmarłych   | Wendey Stanzler    | Rebecca Sonnenshine                | 2 lutego 2012        | 27 marca 2012 (nPremium) 17 czerwca 2014 (TVN7)     |
| 58  | 14 | Dangerous Liaisons      | Niebezpieczne związki  | Chris Grismer      | Caroline Dries                     | 9 lutego 2012        | 3 kwietnia 2012 (nPremium) 24 czerwca 2014 (TVN7)   |
| 59  | 15 | All My Children         | Wszystkie moje dzieci  | Pascal Verschooris | Evan Bleiweiss, Michael Narducci   | 16 lutego 2012       | 10 kwietnia 2012 (nPremium) 1 lipca 2014 (TVN7)     |
| 60  | 16 | 1912                    | 1912                   | John Behring       | Elisabeth R. Finch, Julie Plec     | 15 marca 2012        | 17 kwietnia 2012 (nPremium) 8 lipca 2014 (TVN7)     |
| 61  | 17 | Break On Through        | Przerwa na drodze      | Lance Anderson     | Rebecca Sonnenshine                | 22 marca 2012        | 24 kwietnia 2012 (nPremium) 15 lipca 2014 (TVN7)    |
| 62  | 18 | The Murder of One       | Morderstwo             | J. Miller Tobin    | Caroline Dries                     | 29 marca 2012        | 1 maja 2012 (nPremium) 22 lipca 2014 (TVN7)         |
| 63  | 19 | Heart of Darkness       | Serce ciemności        | Chris Grismer      | Brian Young, Evan Bleiweiss        | 19 kwietnia 2012     | 8 maja 2012 (nPremium) 29 lipca 2014 (TVN7)         |
| 64  | 20 | Do Not Go Gentle        | Nie chodź delikatnie   | Joshua Butler      | Michael Narducci                   | 26 kwietnia 2012     | 15 maja 2012 (nPremium) 5 sierpnia 2014 (TVN7)      |
| 65  | 21 | Before Sunset           | Przed zachodem słońca  | Chris Grismer      | Charlie Charbonneau, Daphne Miles  | 3 maja 2012          | 22 maja 2012 (nPremium) 12 sierpnia 2014 (TVN7)     |
| 66  | 22 | The Departed            | Zmarły                 | John Behring       | Brett Matthews, Elizabeth R. Finch | 10 maja 2012         | 29 maja 2012 (nPremium) 19 sierpnia 2014 (TVN7)     |

### Seria 4 (2012–2013)
Czwarty sezon serialu w polskiej telewizji nigdy nie był emitowany, jednak od 15 lutego 2016 roku jest dostępny na platformie Netflix Polska.
| N/o | #  | Tytuł                            | Polski tytuł                         | Reżyseria          | Scenariusz                            | Premiera (The CW)    | Premiera w Polsce (Netflix Polska) |
| --- | -- | -------------------------------- | ------------------------------------ | ------------------ | ------------------------------------- | -------------------- | ---------------------------------- |
| 67 | 1  | Growing Pains                    | Ból przemiany                        | Chris Grismer      | Caroline Dries                        | 11 października 2012 | 15 lutego 2016                     |
| 68 | 2  | Memorial                         | Uroczystość żałobna                  | Rob Hardy          | Jose Molina, Julie Plec               | 18 października 2012 | 15 lutego 2016                     |
| 69 | 3  | The Rager                        | Złość                                | Lance Anderson     | Brian Young                           | 25 października 2012 | 15 lutego 2016                     |
| 70 | 4  | The Five                         | Pięciu                               | Joshua Butler      | Brett Matthews, Rebecca Sonnenshine   | 1 listopada 2012     | 15 lutego 2016                     |
| 71 | 5  | The Killer                       | Morderczyni                          | Chris Grismer      | Michael Narducci                      | 8 listopada 2012     | 15 lutego 2016                     |
| 72 | 6  | We All Go a Little Mad Sometimes | Wszystkim nam czasem odbija          | Wendy Stanzler     | Evan Bleiweiss, Julie Plec            | 15 listopada 2012    | 15 lutego 2016                     |
| 73 | 7  | My Brother's Keeper              | Stróż brata mego                     | Jeffrey Hunt       | Caroline Dries, Elisabeth Finch       | 29 listopada 2012    | 15 lutego 2016                     |
| 74 | 8  | We’ll Always Have Bourbon Street | Zawsze będziemy mieli Bourbon Street | Jesse Warn         | José Molina, Charlie Charbonneau      | 6 grudnia 2012       | 15 lutego 2016                     |
| 75 | 9  | O Come, All Ye Faithful          | Przybądźcie wierni                   | Pascal Verschooris | Michael J. Cinquemani, Julie Plec     | 13 grudnia 2012      | 15 lutego 2016                     |
| 76 | 10 | After School Special             | Trudna lekcja                        | David Von Ancken   | Brett Matthews                        | 17 stycznia 2013     | 15 lutego 2016                     |
| 77 | 11 | Catch Me If You Can              | Złap mnie, jeśli potrafisz           | John Dahl          | Brian Young, Michael Narducci         | 24 stycznia 2013     | 15 lutego 2016                     |
| 78 | 12 | A View to a Kill                 | Zabójczy widok                       | Brad Turner        | Rebecca Sonnenshine                   | 31 stycznia 2013     | 15 lutego 2016                     |
| 79 | 13 | Into the Wild                    | W głąb dzikiej krainy                | Michael Allowitz   | Caroline Dries                        | 7 lutego 2013        | 15 lutego 2016                     |
| 80 | 14 | Down the Rabbit Hole             | W głąb króliczej nory                | Chris Grismer      | Jose Molina                           | 14 lutego 2013       | 15 lutego 2016                     |
| 81 | 15 | Stand by Me                      | Bądź przy mnie                       | Lance Anderson     | Julie Plec                            | 21 lutego 2013       | 15 lutego 2016                     |
| 82 | 16 | Bring It On                      | Dziewczyny z drużyny                 | Jesse Warn         | Elisabeth R. Finch, Michael Narducci  | 14 marca 2013        | 15 lutego 2016                     |
| 83 | 17 | Because the Night                | Bo noc należy do zakochanych         | Garreth Stover     | Brian Young, Charlie Charbonneau      | 21 marca 2013        | 15 lutego 2016                     |
| 84 | 18 | American Gothic                  | American Gothic                      | Kellie Cyrus       | Evan Bleiweiss, Jose Molina           | 28 marca 2013        | 15 lutego 2016                     |
| 85 | 19 | Pictures of You                  | Wasze zdjęcia                        | J. Miller Tobin    | Neil Reynolds, Caroline Dries         | 18 kwietnia 2013     | 15 lutego 2016                     |
| 86 | 20 | The Originals                    | Pierwotni                            | Chris Grismer      | Julie Plec                            | 25 kwietnia 2013     | 15 lutego 2016                     |
| Odcinek ten jest jednocześnie odcinkiem pilotowym serialu The Originals – pierwszego spin-offu serialu Pamiętniki wampirów. |    |                                  |                                      |                    |                                       |                      |                                    |
| 87 | 21 | She's Come Undone                | Odzyskać człowieczeństwo             | Darnell Martin     | Michael Narducci, Rebecca Sonnenshine | 2 maja 2013          | 15 lutego 2016                     |
| 88 | 22 | The Walking Dead                 | Żywe trupy                           | Rob Hardy          | Brian Young, Caroline Dries           | 9 maja 2013          | 15 lutego 2016                     |
| 89 | 23 | Graduation                       | Zakończenie szkoły                   | Chris Grismer      | Caroline Dries, Julie Plec            | 16 maja 2013         | 15 lutego 2016                     |

### Seria 5 (2013–2014)
11 lutego 2013 serial Pamiętniki wampirów został prolongowany do 5 serii. Jej premiera odbyła się 3 października 2013 roku. W polskiej telewizji piąty sezon nigdy nie był emitowany, jednak od 15 lutego 2016 roku jest dostępny na platformie Netflix Polska.
| N/o | #  | Tytuł                           | Polski tytuł              | Reżyseria          | Scenariusz                              | Premiera (The CW)    | Premiera w Polsce (Netflix Polska) |
| --- | -- | ------------------------------- | ------------------------- | ------------------ | --------------------------------------- | -------------------- | ---------------------------------- |
| 90  | 1  | I Know What You Did Last Summer | Koszmar minionego lata    | Lance Anderson     | Caroline Dries                          | 3 października 2013  | 15 lutego 2016                     |
| 91  | 2  | True Lies                       | Prawdziwe kłamstwa        | Joshua Butler      | Brian Young                             | 10 października 2013 | 15 lutego 2016                     |
| 92  | 3  | Original Sin                    | Grzech pierworodny        | Jesse Warn         | Melinda Hsu Taylor, Rebecca Sonnenshine | 17 października 2013 | 15 lutego 2016                     |
| 93  | 4  | For Whom the Bell Tolls         | Komu bije dzwon           | Michael Allowitz   | Brett Matthews, Elisabeth R. Finch      | 24 października 2013 | 15 lutego 2016                     |
| 94  | 5  | Monster's Ball                  | Bal                       | Kellie Cyrus       | Sonny Postiglione                       | 31 października 2013 | 15 lutego 2016                     |
| 95  | 6  | Handle with Care                | Ostrożnie                 | Jeffrey Hunt       | Caroline Dries, Holly Brix              | 7 listopada 2013     | 15 lutego 2016                     |
| 96  | 7  | Death and the Maiden            | Śmierć i dziewczyna       | Leslie Libman      | Rebecca Sonnenshine                     | 14 listopada 2013    | 15 lutego 2016                     |
| 97  | 8  | Dead Man on Campus              | Morderstwo w kampusie     | Rob Hardy          | Brian Young, Neil Reynolds              | 21 listopada 2013    | 15 lutego 2016                     |
| 98  | 9  | The Cell                        | Cela                      | Chris Grismer      | Melinda Hsu Taylor                      | 5 grudnia 2013       | 15 lutego 2016                     |
| 99  | 10 | Fifty Shades of Grayson         | 50 twarzy Graysona        | Kellie Cyrus       | Caroline Dries                          | 12 grudnia 2013      | 15 lutego 2016                     |
| 100 | 11 | 500 Years of Solitude           | 500 lat samotności        | Chris Grismer      | Julie Plec, Caroline Dries              | 23 stycznia 2014     | 15 lutego 2016                     |
| 101 | 12 | The Devil Inside                | Diabeł w środku           | Kellie Cyrus       | Brett Matthews, Sonny Postiglione       | 30 stycznia 2014     | 15 lutego 2016                     |
| 102 | 13 | Total Eclipse of the Heart      | Całkowite zaćmienie serca | Chris Grismer      | Julie Plec, Caroline Dries              | 6 lutego 2014        | 15 lutego 2016                     |
| 103 | 14 | No Exit                         | Bez wyjścia               | Michael Allowitz   | Brian Young                             | 27 lutego 2014       | 15 lutego 2016                     |
| 104 | 15 | Gone Girl                       | Zaginiona dziewczyna      | Lance Anderson     | Melinda Hsu Taylor                      | 6 marca 2014         | 15 lutego 2016                     |
| 105 | 16 | While You Were Sleeping         | Kiedy nie byłaś sobą      | Pascal Verschooris | Caroline Dries                          | 20 marca 2014        | 15 lutego 2016                     |
| 106 | 17 | Rescue Me                       | Wołanie o pomoc           | Leslie Libman      | Brett Matthews, Neil Reynolds           | 27 marca 2014        | 15 lutego 2016                     |
| 107 | 18 | Resident Evil                   | Resident Evil             | Paul Wesley        | Caroline Dries, Brian Young             | 17 kwietnia 2014     | 15 lutego 2016                     |
| 108 | 19 | Man on Fire                     | Furia                     | Michael Allowitz   | Melinda Hsu Taylor, Matthew D’Ambrosio  | 24 kwietnia 2014     | 15 lutego 2016                     |
| 109 | 20 | What Lies Beneath               | Co kryje prawda           | Joshua Butler      | Elisabeth R. Finch, Holly Brix          | 1 maja 2014          | 15 lutego 2016                     |
| 110 | 21 | Promised Land                   | Ziemia obiecana           | Michael Allowitz   | Rebecca Sonnenshine                     | 8 maja 2014          | 15 lutego 2016                     |
| 111 | 22 | Home                            | Dom                       | Chris Grismer      | Caroline Dries, Brian Young             | 15 maja 2014         | 15 lutego 2016                     |

### Seria 6 (2014–2015)
13 lutego 2013 serial Pamiętniki wampirów został prolongowany do 6 sezonu. W Polsce odcinki szóstej serii nigdy nie były emitowany, jednak od 15 lutego 2016 roku są dostępne na platformie Netflix Polska.
| N/o | #  | Tytuł                                    | Polski tytuł                               | Reżyseria          | Scenariusz                                       | Premiera (The CW)    | Premiera w Polsce (Netflix Polska) |
| --- | -- | ---------------------------------------- | ------------------------------------------ | ------------------ | ------------------------------------------------ | -------------------- | ---------------------------------- |
| 112 | 1  | I'll Remember                            | Nie zapomnę                                | Jeffrey Hunt       | Caroline Dries                                   | 2 października 2014  | 15 lutego 2016                     |
| 113 | 2  | Yellow Ledbetter                         | Yellow Ledbetter                           | Pascal Verschooris | Julie Plec                                       | 9 października 2014  | 15 lutego 2016                     |
| 114 | 3  | Welcome to Paradise                      | Witaj w raju                               | Michael Allowitz   | Brian Young                                      | 16 października 2014 | 15 lutego 2016                     |
| 115 | 4  | Black Hole Sun                           | Czarne słońce                              | Kellie Cyrus       | Melinda Hsu Taylor, Neil Reynolds                | 23 października 2014 | 15 lutego 2016                     |
| 116 | 5  | The World Has Turned and Left Me Here    | Świat zawrócił, a mnie zostawił tutaj      | Leslie Libman      | Brett Matthews                                   | 30 października 2014 | 15 lutego 2016                     |
| 117 | 6  | The More You Ignore Me, the Closer I Get | Tym bliżej, im bardziej mnie odpychasz     | Garreth Stover     | Chad Fiveash, James Stoteraux                    | 6 listopada 2014     | 15 lutego 2016                     |
| 118 | 7  | Do You Remember the First Time?          | Pamiętasz, kiedy pierwszy raz...?          | Darren Genet       | Rebecca Sonnenshine                              | 13 listopada 2014    | 15 lutego 2016                     |
| 119 | 8  | Fade Into You                            | Połączyć siły                              | Joshua Butler      | Nina Fiore, John Herrera                         | 20 listopada 2014    | 15 lutego 2016                     |
| 120 | 9  | I Alone                                  | Całkiem sama                               | Kellie Cyrus       | Brian Young, Holly Brix                          | 4 grudnia 2014       | 15 lutego 2016                     |
| 121 | 10 | Christmas Through Your Eyes              | Święta twoimi oczami                       | Michael Allowitz   | Caroline Dries                                   | 11 grudnia 2014      | 15 lutego 2016                     |
| 122 | 11 | Woke Up With a Monster                   | Pobudka z potworem                         | Paul Wesley        | Melinda Hsu Taylor                               | 22 stycznia 2015     | 15 lutego 2016                     |
| 123 | 12 | Prayer For the Dying                     | Modlitwa za konających                     | Jeffrey Hunt       | Brett Matthews, Rebecca Sonnenshine              | 29 stycznia 2015     | 15 lutego 2016                     |
| 124 | 13 | The Day I Tried To Live                  | Niczego nie żałować                        | Pascal Verschooris | Chad Fiveash, James Stoteraux                    | 5 lutego 2015        | 15 lutego 2016                     |
| 125 | 14 | Stay                                     | Zostań                                     | Chris Grismer      | Brian Young, Caroline Dries                      | 12 lutego 2015       | 15 lutego 2016                     |
| 126 | 15 | Let Her Go                               | Pożegnanie                                 | Julie Plec         | Julie Plec                                       | 19 lutego 2015       | 15 lutego 2016                     |
| 127 | 16 | The Downward Spiral                      | Po równi pochyłej                          | Ian Somerhalder    | Brian Young, Caroline Dries                      | 12 marca 2015        | 15 lutego 2016                     |
| 128 | 17 | A Bird in a Gilded Cage                  | Ptak w złotej klatce                       | Joshua Butler      | Neil Reynolds                                    | 19 marca 2015        | 15 lutego 2016                     |
| 129 | 18 | I Never Could Love Like That             | Nie potrafię tak kochać                    | Leslie Libman      | Matthew D’Ambrosio, Chad Fiveash, James Storeaux | 16 kwietnia 2015     | 15 lutego 2016                     |
| 130 | 19 | Because                                  | Z miłości                                  | Geoff Shotz        | Melinda Hsu Taylor                               | 23 kwietnia 2015     | 15 lutego 2016                     |
| 131 | 20 | I'd Leave My Happy Home for You          | Poświęcenie                                | Jesse Warn         | Brett Matthews, Rebecca Sonnenshine              | 30 kwietnia 2015     | 15 lutego 2016                     |
| 132 | 21 | I'll Wed You in the Golden Summertime    | Poślubię Cię pod bezchmurnym letnim niebem | Michael Allowitz   | Brian Young                                      | 7 maja 2015          | 15 lutego 2016                     |
| 133 | 22 | I'm Thinking of You All the While        | Stale o tobie myślę                        | Chris Grismer      | Julie Plec, Caroline Dries                       | 14 maja 2015         | 15 lutego 2016                     |

### Seria 7 (2015–2016)
11 stycznia 2015 roku serial Pamiętniki wampirów został prolongowany do 7 sezonu. Od 1 czerwca 2016 odcinki siódmego sezonu są dostępne na platformie Netflix Polska. W polskiej telewizji nigdy nie były emitowane.
| N/o | #  | Tytuł                                        | Polski tytuł                                    | Reżyseria             | Scenariusz                     | Premiera (The CW)    | Premiera w Polsce (Netflix Polska) |
| --- | -- | -------------------------------------------- | ----------------------------------------------- | --------------------- | ------------------------------ | -------------------- | ---------------------------------- |
| 134 | 1  | Day One of Twenty-Two Thousand, Give or Take | Dzień pierwszy z ponad dwudziestu dwóch tysięcy | Pascal Verschooris    | Caroline Dries                 | 8 października 2015  | 1 czerwca 2016                     |
| 135 | 2  | Never Let Me Go                              | Nie pozwól mi odejść                            | Chris Grismer         | Brian Young                    | 15 października 2015 | 1 czerwca 2016                     |
| 136 | 3  | Age of Innocence                             | Wiek niewinności                                | Michael Allowitz      | Melinda Hsu Taylor, Holly Brix | 22 października 2015 | 1 czerwca 2016                     |
| 137 | 4  | I Carry Your Heart with Me                   | Noszę twe serce z sobą                          | Jeffrey Hunt          | Neil Reynolds                  | 29 października 2015 | 1 czerwca 2016                     |
| 138 | 5  | Live Through This                            | Dalej żyć                                       | Kellie Cyrus          | Rebecca Sonnenshire            | 5 listopada 2015     | 1 czerwca 2016                     |
| 139 | 6  | Best Served Cold                             | Zemsta najlepiej smakuje na zimno               | Darren Genet          | Caroline Dries                 | 12 listopada 2015    | 1 czerwca 2016                     |
| 140 | 7  | Mommie Dearest                               | Najdroższa mamusia                              | Tony Salomon          | Chad Fiveash, James Stoteraux  | 19 listopada 2015    | 1 czerwca 2016                     |
| 141 | 8  | Hold Me, Thrill Me, Kiss Me, Kill Me         | Do szpiku kości                                 | Leslie Libman         | Brett Matthews                 | 3 grudnia 2015       | 1 czerwca 2016                     |
| 142 | 9  | Cold As Ice                                  | Niczym lód                                      | Geoffrey Wing Shotz   | Brian Young                    | 10 grudnia 2015      | 1 czerwca 2016                     |
| 143 | 10 | Hell is Other People                         | Piekło to inni                                  | Deb Chow              | Holly Brix, Neil Reynolds      | 29 stycznia 2016     | 1 czerwca 2016                     |
| 144 | 11 | Things We Lost in the Fire                   | Utracone w pożarze                              | Paul Wesley           | Melinda Hsu Taylor             | 5 lutego 2016        | 1 czerwca 2016                     |
| 145 | 12 | Postcards from the Edge                      | Pocztówki znad krawędzi                         | Pascal Verschooris    | Rebecca Sonnenshine            | 12 lutego 2016       | 1 czerwca 2016                     |
| 146 | 13 | This Woman's Work                            | Kobiece zadanie                                 | Garreth Stover        | Chad Fiveash, James Stoteraux  | 19 lutego 2016       | 1 czerwca 2016                     |
| 147 | 14 | Moonlight on the Bayou                       | Księżyc nad Bayou                               | Jeffrey Hunt          | Caroline Dries, Brett Matthews | 26 lutego 2016       | 1 czerwca 2016                     |
| Odcinek jest pierwszą częścią dwuodcinkowego crossoveru z serialem The Originals (część 2: sezon 3, odcinek 14). |    |                                              |                                                 |                       |                                |                      |                                    |
| 148 | 15 | I Would for You                              | Dla ciebie wszystko                             | Mike Karasick         | Brian Young                    | 4 marca 2016         | 1 czerwca 2016                     |
| 149 | 16 | Days of Future Past                          | Przeszłość, która nadejdzie                     | Ian Somerhalder       | Melinda Hsu Taylor             | 1 kwietnia 2016      | 1 czerwca 2016                     |
| 150 | 17 | I Went to the Woods                          | Poszedłem do lasu                               | Julie Plec            | Julie Plec, Neil Reynolds      | 8 kwietnia 2016      | 1 czerwca 2016                     |
| 151 | 18 | One Way or Another                           | Tak czy owak                                    | Rashaad Ernesto Green | Penny Cox, Rebecca Sonnenshine | 15 kwietnia 2016     | 1 czerwca 2016                     |
| 152 | 19 | Somebody That I Used to Know                 | Poznaliśmy się dawno temu                       | Chris Grismer         | Matthew D’Ambrosio, Holly Brix | 22 kwietnia 2016     | 1 czerwca 2016                     |
| 153 | 20 | Kill ’Em All                                 | Zabić wszystkich                                | Kellie Cyrus          | Chad Fiveash, James Stoteraux  | 29 kwietnia 2016     | 1 czerwca 2016                     |
| 154 | 21 | Requiem for a Dream                          | Requiem dla snu                                 | Paul Wesley           | Brett Matthews, Neil Reynolds  | 6 maja 2016          | 1 czerwca 2016                     |
| 155 | 22 | Gods and Monsters                            | Bogowie i potwory                               | Michael Allowitz      | Brian Young                    | 13 maja 2016         | 1 czerwca 2016                     |

### Seria 8 (2016–2017)
11 marca 2016 stacja The CW zapowiedziała, że serial został prolongowany o kolejny, 8. sezon. 23 lipca 2016 roku zostało ogłoszone, że będzie to ostatnia seria składająca się z 16 odcinków. Polska premiera odbywała się co tydzień za pośrednictwem platformy Netflix Polska od 29 października 2016.
| N/o | #  | Tytuł                                          | Polski tytuł                           | Reżyseria           | Scenariusz                                        | Premiera (The CW)    | Premiera w Polsce (Netflix Polska) |
| --- | -- | ---------------------------------------------- | -------------------------------------- | ------------------- | ------------------------------------------------- | -------------------- | ---------------------------------- |
| 156 | 1  | Hello Brother                                  | Witaj, bracie                          | Michael A. Allowitz | Julie Plec, Kevin Williamson                      | 21 października 2016 | 29 października 2016               |
| 157 | 2  | Today Will Be Different                        | Dziś wszystko się zmieni               | Pascal Verschooris  | Melinda Hsu Taylor                                | 28 października 2016 | 5 listopada 2016                   |
| 158 | 3  | You Decided That I Was Worth Saving            | Moje życie jest w twoich rękach        | Michael Karasick    | Chad Fiveash, James Stoteraux                     | 4 listopada 2016     | 12 listopada 2016                  |
| 159 | 4  | An Eternity of Misery                          | Wieczne cierpienie                     | Rob Hardy           | Neil Reynolds, Brett Matthews                     | 11 listopada 2016    | 19 listopada 2016                  |
| 160 | 5  | Coming Home Was a Mistake                      | Nie warto było wracać                  | James Thompson      | Celine Geiger                                     | 18 listopada 2016    | 26 listopada 2016                  |
| 161 | 6  | Detoured On Some Random Backwoods Path to Hell | Krążę po piekielnym lesie              | Paul Wesley         | Alan McElroy                                      | 2 grudnia 2016       | 10 grudnia 2016                    |
| 162 | 7  | The Next Time I Hurt Somebody, It Could Be You | Ty możesz być moją następną ofiarą     | Tanya Hamilton      | Shukree Hassan Tilghman                           | 9 grudnia 2016       | 17 grudnia 2016                    |
| 163 | 8  | We Have History Together                       | Coś nas łączy                          | Ian Somerhalder     | Matthew D’Ambrosio                                | 13 stycznia 2017     | 21 stycznia 2017                   |
| 164 | 9  | The Simple Intimacy of the Near Touch          | Intymność budują muśnięcia             | Geoff Shotz         | Neil Reynolds, Penny Cox                          | 20 stycznia 2017     | 28 stycznia 2017                   |
| 165 | 10 | Nostalgia's a Bitch                            | Pieprzone wspomnienia                  | Kellie Cyrus        | Brett Matthews                                    | 27 stycznia 2017     | 4 lutego 2017                      |
| 166 | 11 | You Made a Choice to be Good                   | Dokonałeś wyboru, by być wolnym od zła | Carol Banker        | Melinda Hsu Taylor, Celine Geiger                 | 3 lutego 2017        | 11 lutego 2017                     |
| 167 | 12 | What Are You?                                  | Czym jesteś?                           | Darren Genet        | Chad Fiveash, James Stoteraux                     | 10 lutego 2017       | 18 lutego 2017                     |
| 168 | 13 | The Lies Are Going to Catch Up with You        | Kłamstwa w końcu cię dopadną           | Tony Solomons       | Neil Reynolds                                     | 17 lutego 2017       | 25 lutego 2017                     |
| 169 | 14 | It's Been a Hell of a Ride                     | To była niezła jazda                   | Pascal Verschooris  | Brett Matthews, Shukree Hassan Tilghman           | 24 lutego 2017       | 4 marca 2017                       |
| 170 | 15 | We're Planning a June Wedding                  | Ślub bierzemy w czerwcu                | Chris Grismer       | Jen Vestuto, Melissa Marlette, Melinda Hsu Taylor | 3 marca 2017         | 11 marca 2017                      |
| 171 | 16 | I Was Feeling Epic                             | Czułem się cudownie                    | Julie Plec          | Julie Plec, Kevin Williamson                      | 10 marca 2017        | 18 marca 2017                      |

### Odcinek specjalny (2017)
| #  | Tytuł         | Wyemitowany pomiędzy                            | Wyemitowany pomiędzy | Premiera (The CW) |
| -- | ------------- | ----------------------------------------------- | -------------------- | ----------------- |
| S1 | Forever Yours | We're Planning a June WeddingI Was Feeling Epic | 8x158x16             | 10 marca 2017     |

## Oglądalność USA
Poniższa tabela ukazuje średnią sumę widzów każdego sezonu Pamiętników Wampirów, który emitowała stacja The CW.
| Seria     | Emisja (według czasu wschodniego)                     | premiera sezonu      | premiera sezonu                    | finał sezonu  | finał sezonu                     | Miejsce | Widownia (w milionach) |
| Seria     | Emisja (według czasu wschodniego)                     | Data                 | oglądalność premiery (w milionach) | Data          | oglądalność finału (w milionach) | Miejsce | Widownia (w milionach) |
| --------- | ----------------------------------------------------- | -------------------- | ---------------------------------- | ------------- | -------------------------------- | ------- | ---------------------- |
| seria 1   | Czwartek, 20:00                                       | 10 września 2009     | 4.91                               | 13 maja 2010  | 3.47                             | #118    | 3.60                   |
| seria 2   | Czwartek, 20:00                                       | 9 września 2010      | 3.36                               | 12 maja 2011  | 2.86                             | #193    | 3.17                   |
| seria 3   | Czwartek, 20:00                                       | 15 września 2011     | 3.10                               | 10 maja 2012  | 2.53                             | #166    | 2.91                   |
| seria 4   | Czwartek, 20:00                                       | 11 października 2012 | 3.18                               | 16 maja 2013  | 2.24                             | #133    | 2.97                   |
| seria 5   | Czwartek, 20:00                                       | 3 października 2013  | 2.59                               | 15 maja 2014  | 1,61                             | #147    | 2.68                   |
| seria 6   | Czwartek, 20:00                                       | 2 października 2014  | 1.81                               | 14 maja 2015  | 1.44                             | #160    | 1.54                   |
| seria 7   | Czwartek, 20:00 (odc. 1-9) Piątek, 20:00 (odc. 10-22) | 8 października 2015  | 1.38                               | 13 maja 2016  | 1.04                             | #141    | 1.95                   |
| seria 8   | Piątek, 20:00 (odc. 1-15) Piątek, 21:00 (odc. 16)     | 21 października 2016 | 0.98                               | 10 marca 2017 | 1.15                             | #140    | 1.71                   |
| specjalny | Piątek, 20:00                                         | 10 marca 2017        | 1.07                               | –             | –                                | –       | –                      |

## Wydania płytowe
|  | 1 | 31 sierpnia 2010 | 23 sierpnia 2010 | 1 września 2010     | 13 maja 2011     |
|  | 2 | 30 sierpnia 2011 | 22 sierpnia 2011 | 7 września 2011     | 21 września 2012 |
|  | 3 | 11 września 2012 | 20 sierpnia 2012 | 3 października 2012 | 12 września 2014 |
|  | 4 | 3 września 2013  | 26 sierpnia 2013 | 2 października 2013 | brak danych      |
|  | 5 | 9 września 2014  | 1 września 2014  | brak danych         | brak danych      |
|  | 6 | brak danych      | brak danych      | brak danych         | brak danych      |
|  | 7 | brak danych      | brak danych      | brak danych         | brak danych      |
|  | 8 | brak danych      | brak danych      | brak danych         | brak danych      |